# 市政局功能界別
市政局功能界別是香港立法會選舉功能界別之一，前身為1985年設立的「市政局」選舉團，至1991年「市政局」被歸類為功能組別，選民包括市政局全體議員。隨著市政局與區域市政局於1999年12月31日後解散，兩局代表議席於翌年選舉由區議會功能界別及飲食界功能界別取代。

## 歷任議員
市政局選舉團（1985年至1991年）
| 屆別           | 議員     | 政治聯繫 |
| -------------- | -------- | -------- |
| 1985年10月30日 | 張有興   | 公民協會 |
| 1988年10月12日 | 杜葉錫恩 |          |

市政局功能組別（1991年至1997年）
| 屆別           | 議員     | 政治聯繫 |
| -------------- | -------- | -------- |
| 1991年10月9日  | 杜葉錫恩 | 獨立     |
| 1995年10月11日 | 莫應帆   | 民協     |

市政局功能界別（1998年至2000年）
| 屆別         | 議員   | 政治聯繫 |
| ------------ | ------ | -------- |
| 1998年7月1日 | 張永森 |          |